# Latitud 57
Latitud 57 är en musikfestival som anordnas varje sommar sedan 2009 i Oskarshamns hamn. Festivalen, där huvudsakligen kända svenska artister spelar, rymmer en publik om 9 000 personer. Åren 2020 och 2021 ställdes festivalen in till följd av coronapandemin.